# Tux
Tux je naziv za službenu maskotu Linux kernela. Tux, kojeg je kreirao Larry Ewing 1996. godine, malo je deblji pingvin koji izgleda zadovoljno i nasmiješeno. Koncept Linux maskote koja sliči pingvinu smislio je Linus Torvalds. Tux je dizajniran zbog Linux natjecanja. Neke slike koje su napravili natjecatelji se mogu naći ovdje  Arhivirana inačica izvorne stranice od 1. veljače 2003. (Wayback Machine). Pobjednički logo bio je logo koji je kreirao Larry Ewing koristeći GIMP (besplatni Open Source program). Linus Torvalds tražio je nešto zanimljivo što bi asociralo na Linux, te je izabrao maskotu pingvina koji zadovoljno sjedi. Tux je popularniji od maskote GNU projekta koji predstavlja životinju s rogovima. Tux je također zvijezda igre Tux Racer, u kojoj Tux mora izbjeći razne prepreke da bi došao do kraja igre. U nekim Linux distribucijama, Tux vas može srdačno pozdraviti na boot ekranu. Neki korisnici Linuxa misle da je naziv Tux došao kao skraćenica za Torvalds UniX. 
Tux je također i ime jednog Linux web poslužitelja.

## Igre u kojima se pojavljuje Tux
- BankiZ!
- Black Penguin, igra slična Q*Bert
- ClanBomber
- Defendguin
- Fall (videoigra)
- Freedroid RPG
- Frozen Bubble, popularna igra puzli bazirana na igri Puzzle Bobble
- IceBreaker[1]
- Open Racer, arkadna igra bazirana na igri Tux Racer
- Penguin Bounce,
- Pingus, igra slična Lemmings
- PPRacer, ledena arkadna igra
- Slune, 3D arkadna igra
- Snowball Surprise: Adventures in Avatarctica
- SuperTux, igra slična popularnoj strategiji Mario
- SuperTuxKart, arkadna igra bazirana na TuxCart-u
- TappyTux
- Tuxigloo
- TuxKart, arkadna igra
- Tux-n-Run
- Tux, of Math Command
- TuxMathScrabble
- Tux Paint, program za crtanje namijenjen djeci
- Tux Picross
- Tux the Penguin - A Quest for Herring,
- Tux Racer, arkadna igra
- TuxTyping
- Tux vs Clippy
- XPenguins
- XTux
- Tux on the Run, arkadna igra